# Sous les projecteurs !
Sous les projecteurs ! est le treizième album de la série de bande dessinée Les Simpson, sorti le 19 janvier 2011, par les éditions Jungle. Il contient deux histoires dont Je rétrécis, donc je suis… petit et La prose fleurie de Springfield.